# Volpone (adaptation de Stefan Zweig)
Pour les articles homonymes, voir Volpone (homonymie).
Volpone est une adaptation de la pièce éponyme de Ben Jonson.

## Historique
Cette pièce est une adaptation libre de la pièce éponyme de Ben Jonson qu'il découvrit en effectuant des recherches pour la rédaction de La Confusion des sentiments. Zweig trouve cette comédie sociale si drôle qu'il décide de l'adapter, ce qu'il fit en une quinzaine de jours à peine au cours d'un séjour à Marseille. De retour au Kapuzinerberg, il  y consacre encore deux semaines avant de parvenir à une version en prose.
Par un étonnant jeu de circonstances, le Hoftheater de Salzbourg lui demande s'il n'aurait pas par hasard quelque pièce à présenter. Zweig envoie son Volpone qui est immédiatement accepté. Lorsque l'auteur indique qu'il comptait bien présenter une version en vers, on lui répondit au contraire de ne rien changer.
La pièce fut un succès en Autriche d'abord puis en Allemagne et en France (où elle sera adaptée en français par Jules Romains) avant de gagner Leningrad et New York.

## Résumé
L'histoire se passe à Venise où un riche Levantin débordant de santé, joue les mourants et fait miroiter son héritage à de riches notables de son entourage dans le but de les escroquer.
Il est en cela aidé par son serviteur (Mosca) qui s'entend tout autant que son maître en rouerie.

## Commentaires
En premier lieu, tout lecteur de Stefan Zweig sera frappé, au premier abord, par le contraste entre cette pièce et le reste de son œuvre. Dans cette pièce, on ne retrouve nullement l'écriture sombre de l'écrivain mais au contraire une certaine légèreté, de la drôlerie. On croirait presque lire Molière, d'ailleurs contemporain de Ben Jonson.
Pour autant, si Stefan Zweig a jeté son dévolu sur cette pièce pour en faire une adaptation très libre (selon ses propres dires), c'est que le sujet l'intéressait tout autant que la drôlerie. Sous les apparences d'une comédie, il s'agit bien d'une critique de l'avarice et plus encore de la cupidité. On y voit en effet les notables de la cité (un notaire, un usurier aussi avare que riche, un commerçant fortuné) étourdis par les promesses d'un héritage imminent, offrir de l'argent, des bijoux, des terrains à Volpone dans le but de lui prouver leur amitié et par là-même d'être désignés par lui comme son héritier.
Le sujet est si intemporel que cette pièce n'a rien perdu de son actualité.

## Adaptation en français
La pièce a été adaptée par Jules Romains et jouée plus de 250 fois au Théâtre de l'Atelier à partir de novembre 1928.

## Éditions en français
- Volpone, traduction de Aline Oudoul, Paris, Éditions Payot, coll. Petite bibliothèque Payot, 2014  (ISBN 978-2-228-91108-5)